# غيلبرت فرانكلين هينيغان
غيلبرت فرانكلين هينيغان هو مربي ماشية وسياسي أمريكي، ولد في 17 ديسمبر 1883، وتوفي في 7 نوفمبر 1960. نشط حزبياً في الحزب الديمقراطي. وقد انتخب عضو مجلس ولاية لويزيانا ‏.